# W-2
W-2 — тральщик Імперського флоту Японії, який взяв участь у Другій світовій війні.
Корабель, який належав до типу W-1, спорудили у 1923 році на верфі компанії Mitsui у Тамано.
З листопада 1941-го W-2 належав до 9-ї військово-морської бази. 8 листопада він полишив Куре, певний час провів у районі порту Самах (острів Хайнань), а 3 грудня прибув до місця базування в бухті Камрань (центральна частина в'єтнамського узбережжя). 5 грудня W-2 вже перебував біля південного завершення В'єтнаму, а в ніч проти 8 грудня брав участь у забезпеченні висадки на півострові Малакка в Кота-Бару. Далі тральщик також побував у Паттані та Сінгорі (тут одночасно з Кота-Бару висадились японські десанти), а 12 грудня повернувся на південь В'єтнаму. До кінця місяця W-2 ще кілька разів відвідував Сінгору.
20—22 січня 1942-го W-2 разом зі ще чотирма тральщиками брав участь у проведенні з Камрані до Сінгори конвою з 11 транспортів, при цьому основний загін прикриття складався з легкого крейсера та 6 есмінців. 26 січня цей загін висадив десант у Ендау (східне узбережжя півострова Малакка за півтори сотні кілометрів північніше від Сінгапуру).
9 лютого 1942-го W-2 вийшов з Камрані у складі охорони транспортів, що везли десант до Палембангу (центр нафтовидобувної промисловості на північному узбережжі Суматри). Висадка відбулась за кілька діб та завершилась успішно.
У другій половині лютого 1942-го W-2 залучили до прикриття десанту на захід острова Ява. Розвантаження транспортів почалося в ніч проти 1 березня у трьох місцях, при цьому до затоки Бантам, де перебував загін W-2, підійшли два крейсери союзників. У наступному зіткненні, відомому як битва у Зундській протоці, значно численніші японські сили підтримки знищили цього супротивника. Втім, під час бою важкий крейсер «Могамі» дав невдалий торпедний залп, який призвів до ураження до 5 японських же кораблів та суден. Серед останніх був і W-2, що затонув із втратою 35 членів екіпажу (ще 9 поранено).